# Guillermo Clavero
Guillermo Orlando Clavero Contreras (* 10. August 1921; † 15. April 2000) war ein chilenischer Fußballspieler. Der Stürmer bestritt sechs Länderspiele für die chilenische Nationalmannschaft, in denen er vier Tore erzielte.

## Karriere

### Verein
Guillermo Clavero spielte 1940 gemeinsam mit seinen Brüdern Francisco, Enrique, Carlos und dem späteren Nationalspieler Jorge Vásquez für Universidad Santa Maria. Mindestens 1944 und 1945 lief Clavero gemeinsam mit Bruder Enrique für Everton auf und war erster Teilnehmer einer Südamerikameisterschaft des Klubs. Mindestens 1947 war er beim CSD Colo-Colo.

### Nationalmannschaft
Guillermo Clavero wurde für den Campeonato Sudamericano 1945 im eigenen Land von Trainer Ferenc Plattkó in den Kader Chiles berufen. Beim 6:3-Erfolg über Ecuador debütierte er und erzielte den zwischenzeitlichen 5:3-Treffer. Er kam in allen sechs Turnierspielen von Beginn an zum Einsatz. Beim 5:0-Erfolg über Bolivien schoss Clavero drei Tore. Chile wurde nach vier Siegen, einem Unentschieden und einer Niederlage Turnierdritter. Nach der Südamerikameisterschaft kam kein weiteres Länderspiel hinzu.

## Erfolge
Colo-Colo
- Chilenischer Meister: 1947